# Indomables (pódcast)
Indomables es un pódcast narrativo de no-ficción panameño, iniciado en octubre de 2018 y producido por las periodistas independientes Leila Nilipour y Melissa Pinel.

## Historia
Indomables comenzó como un pódcast para contar historias de Panamá. El primer episodio del pódcast Indomables fue publicado en octubre del 2018. Este tiene el título Si desaparezco, no me busquen y cuenta la historia del sacerdote colombiano desaparecido Héctor Gallego. La idea de contar historias sonoras surgió dos años antes, cuando las periodistas Leila Nilipour y Melissa Pinel coincidieron en un taller de crónica. Cuando Nilipour escuchó hablar a Edilma Gallego, se juntó con Pinel para producir el episodio. Con este episodio, las periodistas ganaron el Premio Nacional de Periodismo Radiofónico de Panamá en 2019. En ese mismo año, también fueron finalistas en la categoría de audio del Festival Forecast en Berlín. En octubre de 2021, recibieron el premio  del Concurso Nacional de Periodismo Científico “Mahabir Gupta” en la categoría Prensa Radial por la serie Historias de una pandemia.
En 2020, el pódcast formó parte del programa de formación de Google Podcasts y la organización de medios públicos PRX. Fue seleccionado junto con otros 19 podcasts de otros países para participar en una capacitación dictada por expertos internacionales de la industria. Recibieron un entrenamiento de 12 semanas y un financiamiento para su trabajo.
Las periodistas escogieron la palabra “indomables” para nombrar al proyecto debido a que, según Pinel, “es el reflejo de nuestra región, tan tropical, tan exuberante, tan resistente. Y no solo define nuestra región, sino también a su gente”. Desde su publicación en 2018, el podcast ha contado historias sobre migración, diversidad sexual, el amor, la pandemia y sus efectos, asuntos de género y derechos humanos. En la temporada 2021, el pódcast empezó a contar historias de Centroamérica.

## Premios
| Año  | Premio                                                     | Categoría                           | Trabajo                            | Resultado | Ref.        |
| ---- | ---------------------------------------------------------- | ----------------------------------- | ---------------------------------- | --------- | ----------- |
| 2019 | Premio Nacional de Periodismo de Panamá                    | Periodismo Radiofónico              | Si desaparezco, no me busquen      | Ganador   | [ 2 ]       |
| 2021 | Concurso Nacional de Periodismo Científico “Mahabir Gupta” | Prensa Radial                       | Historias de una pandemia          | Ganador   | [ 5 ] [ 3 ] |
| 2021 | Bienal Internacional de Radio de México                    | Documental sonoro sobre la pandemia | Historias de una pandemia: 43 días | Ganador   |             |
| 2022 | Premio Nacional de Periodismo de Panamá                    | Gran Premio Nacional de Periodismo  | La historia de Soraya              | Ganador   | [ 6 ]       |
| 2022 | Premio Nacional de Periodismo de Panamá                    | Periodismo Radiofónico              | El prisionero 203                  | Ganador   | [ 6 ]       |